# いすみ市民バス

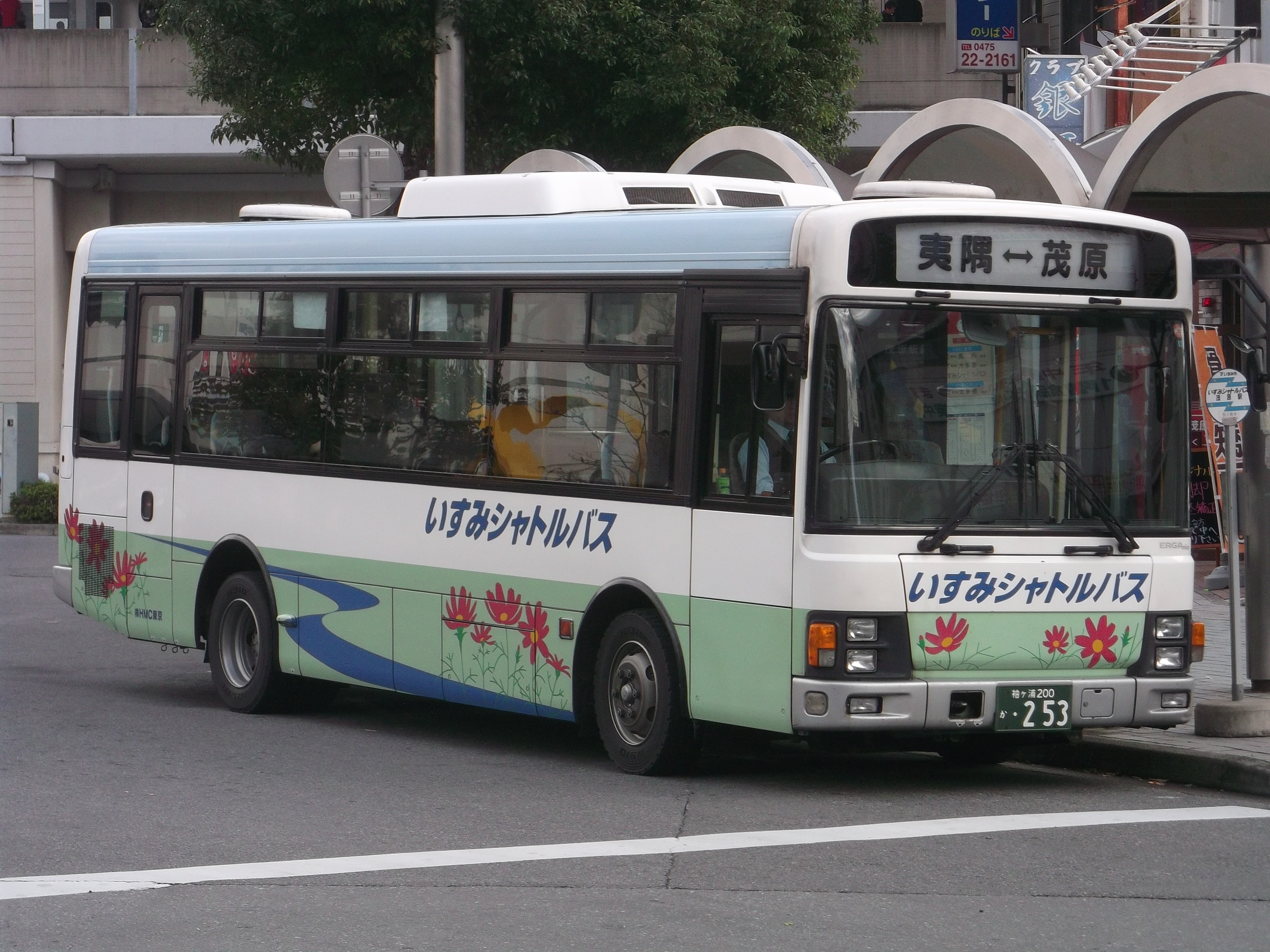
いすみシャトルバス

いすみ市民バス（いすみしみんバス）は、千葉県いすみ市のコミュニティバス。小湊鉄道長南営業所大多喜車庫が運行を受託している。

## 概要
- 市内ではかつて、小湊鉄道・都自動車・千葉中央バスの3社によって一般路線バスが運行されていたが、モータリゼーション（車社会）や過疎化の進行による利用者数の減少で全路線が廃止された。そのため、いすみ市内で運行されている路線バスは当バスのみで、当バスは廃止された路線の代替と交通空白区域の解消を目的に、同市が運行主体となって運行されている。
- 狭義の「いすみ市民バス」とは市内路線を指すが、ここではいすみシャトルバスを含む全体を説明する。いすみシャトルバスは千葉中央バスの茂原駅 - 苅谷橋間が廃止されたことに伴う代替路線として、合併前の2001年に旧・夷隅町が運行主体となって運行を開始した。一般的に「いすみ市民バス」と案内される市内路線は、同市が運行主体となって2007年に運行を開始したものである。

## 現行路線

### いすみシャトルバス
- 茂原駅 - 工業団地入口 - 島 - 市役所夷隅支庁前 - 中川駅 - 増田橋
  - 2001年（平成13年）3月1日 - 4往復にて運行開始。
  - 2006年（平成18年）11月1日 - 5往復に増便。
  - 2016年（平成28年）4月1日 - HMC東京の路線バス事業撤退に伴い、運行受託先を小湊鐵道に変更。

小湊鉄道が運行受託。上述のように1999年（平成11年）2月に、千葉中央バス国吉線（茂原駅 - 苅谷橋間）のうち、上市場 - 苅谷橋間運行が休止（のちに廃止）されたことなどから、地域住民の茂原市に向かう交通手段確保を目的に2001年（平成13年）3月1日より運行が開始された。2009年（平成21年）時点での平均の利用客数は約30,000人で、主に通勤・通学での利用が多い。2014年（平成26年）3月現在、運行本数は5往復だが、茂原駅からいすみ市方面に向かう午前発の便は1本しかないことに加え、いすみ市から茂原駅方面へ向かう第1便の乗客数は多く、途中、南総広域農道経由（無停車）のため、特に立ち席での安全輸送にも問題があることから、利便性などの課題が残るのが現状である。

### 市内循環線
- 市役所大原庁舎 - 大原駅 - 古日在 - 三門駅入口 - 長者町駅 - 太東駅 - 県道桑田交差点 - 市役所夷隅支庁前 - 国吉駅入口 - いすみ医療センター - 新田野駅 - 長志上 - 下布施 - シルバーガーデン入口 - 大原駅 - 市役所大原庁舎（右方向が内回り、左方向が外回り）
  - 2007年（平成19年）12月1日 - 内回り・外回りともに8便にて実証運行を開始する。
  - 2008年（平成20年）12月1日 - 本格運行への移行と運行本数の見直しを実施（内回り7本、外回り6本）。
  - 2015年（平成27年）10月1日 - 土日祝日、年末年始の運行を休止。朝晩時間帯を中心に運行本数を見直しを実施（内回りのうち全区間運行4本・区間運行3本、外回りのうち全区間運行4本・区間運行2本）。

小湊鉄道が運行受託。

## 休止路線
市内路線全線は「いすみ市民バス」として、2007年12月1日に実証運行を開始した。実証運行期間中は地域公共交通活性化協議会を開催、3か月おきの利用実績や利用者からの要望などを勘案し、運行ダイヤなどの見直しを重ねた結果、利用者数は増加傾向にあった。当初はコミュニティバス同士の接続を図る運行ダイヤとなっていたが、バス同士の乗り継ぎ客は少ないうえ、JR外房線との接続がなされていなかった。その後、翌年の2008年に本格運行への移行と同時に、時刻改正を実施し、JR外房線との接続が考慮されることになった。
1年間の実証の結果を踏まえ、市内循環線と大原巡回各路線は本格運行に移行したが、夷隅巡回夷隅線、岬巡回音羽線・古沢線は、運行ダイヤの見直しを行っても、利用者が少ないことなどから、実証運行期間終了をもって運行を終了している。

### 大原巡回
東線
- 市役所大原庁舎 - 大原駅 - 西大原駅 - 上総東駅前 - 山田五区区民センター前 - 清水尻橋
  - 2007年（平成19年）12月1日 - 4往復にて実証運行を開始する。
  - 2008年（平成20年）12月1日 - 本格運行に移行。
  - 2015年（平成27年）運休

HMC東京が運行受託。土曜・休日は運休。
浪花線
- 市役所大原庁舎 - 大原駅 - 造式 - 浪花駅 - 大原台三街区 - 小池十字路 - 岩船地蔵尊前 - 浪花小学校 - 造式 - 大原駅 - 市役所大原庁舎
  - 2007年（平成19年）12月1日 - 2往復にて実証運行を開始する。
  - 2008年（平成20年）12月1日 - 本格運行への移行と運行本数の見直しを実施（2.5往復）。
  - 2015年（平成27年）運休

HMC東京が運行受託。土曜・休日は運休。
大原線
- 市役所大原庁舎 - 大原駅 - 漁協 - 大井区民会館 - 大船谷 - 造式 - 大原駅 - 市役所大原庁舎
  - 2007年（平成19年）12月1日 - 2往復にて実証運行を開始する。
  - 2008年（平成20年）12月1日 - 本格運行に移行。
  - 2015年（平成27年）運休

HMC東京が運行受託。月曜 - 水曜及び金曜のみ運転（休日を除く）。
東海線
- 市役所大原庁舎 - 大原駅 - 大原海水浴場 - 三門駅入口 - 三門駅 - 古屋庭 - 大原駅 - 市役所大原庁舎
  - 2007年（平成19年）12月1日 - 2往復にて実証運行を開始する。
  - 2008年（平成20年）12月1日 - 本格運行に移行。
  - 2015年（平成27年）運休

HMC東京が運行受託。月曜 - 水曜及び金曜のみ運転（休日を除く）。
大原・国吉線
- 市役所大原庁舎 - 大原駅 - シルバーガーデン入口 - 釈迦谷公会堂 - 山崎 - 西大原駅 - 大和田 - いすみ医療センター
  - 2007年（平成19年）12月1日 - 3往復にて実証運行を開始する。
  - 2008年（平成20年）12月1日 - 本格運行に移行。
  - 2015年（平成27年）運休

HMC東京が運行受託。月曜 - 水曜及び金曜のみ運転（休日を除く）。
布施線
- 市役所大原庁舎 - 大原駅 - 西大原駅 - 上総東駅前 - 長志上 - やすらぎの家 - 下布施 - シルバーガーデン入口 - 大原駅 - 市役所大原庁舎
  - 2007年（平成19年）12月1日 - 4往復にて実証運行を開始する。
  - 2008年（平成20年）12月1日 - 本格運行に移行。
  - 2015年（平成27年）運休

HMC東京が運行受託。月曜 - 水曜及び金曜のみ運転（休日を除く）。

## デマンドタクシー
- バスが運行されていない地域と、市内バスの廃止された路線の沿線をカバーする代替交通としてデマンドタクシーが運行されている。いすみ市のデマンドタクシーは大原、夷隅、岬の旧3町域に分かれてそれぞれ運行されており、町域をまたがっての利用はいすみ医療センター（旧・夷隅町域）を除きできない。大原地区は「おでかけおおはら」、夷隅地区は「どこでもいすme」、岬地区は「どこでもmeさき」とそれぞれの名称がある[2]。運行は京成バス千葉イーストいすみ営業所（旧・千葉中央バスいすみ営業所）[3]に委託されている。

## 車両
- いすみシャトルバスでは専用のいすゞ・エルガミオ（ワンステップ）を使用している。市内路線では、当初は小湊鐵道・都自動車の一般路線車を使用していたが、本格運行に移行したことに伴い、2009年に専用の日野・ポンチョ（ノンステップ）が導入された。